# 快川紹喜
快川紹喜（1502年—1582年4月25日），是日本戰國時代至安土桃山時代臨濟宗的僧人。俗姓是土岐氏，美濃國出身。名字是紹喜。字是快川。

## 概要
繼承自妙心寺的仁岫宗壽。就任美濃國的寺院妙心寺第43世，成為美濃崇福寺的住職。在永祿7年（1564年）被甲斐國的武田信玄招攬而進入惠林寺（甲州市鹽山），擔任武田家和美濃齋藤家的外交僧，弘治2年4月（1556年）時，齋藤道三被嫡子義龍殺死，道三的女婿‧尾張的織田信長向美濃出兵，鄰國武田家介入，由快川紹喜協調停戰，並在甲斐向信玄授予「機山」的法號。
後來織田信長發動甲州征伐，武田家滅亡令領内陷入混亂，自中世以來寺院就被日本社會視為神聖的地方，但是因為與信長敵對的六角義定等被匿藏在惠林寺，以及快川拒絕織田信忠引渡義弼等人的要求，於是信長放火燒山，最後與其他僧人一同被燒死。這時留下「安禪不必用山水，滅卻心頭火自涼」（安禅必ずしも山水を用いず、心頭滅却すれば火も亦た涼し）的辭世句而廣為人知（與杜荀鶴的「安禪不必須山水，滅得心中火自涼。」相似），這是在『甲亂記』中，與快川對答的高山和尚的說話，因為在同時代的文獻中沒有記載，而是在近代的編纂物中登場，因此有可能不是快川的逸話。
目前「安禪不必用山水，滅卻心頭火自涼」題寫在山梨縣甲州市武田信玄的菩提寺，惠林寺山門。
的說話亦是廣為人知。
弟子有以教育伊達政宗而有名的虎哉宗乙。
|                                                        | 安禅不必須山水，滅却心頭火自涼。 |
| ——快川紹喜辞世诗，引自杜荀鶴的《悟空上人寺院夏日题诗》 |                                  |